# Syssphinx obtusa
Syssphinx obtusa är en fjärilsart som beskrevs av Strassberger. 1932. Syssphinx obtusa ingår i släktet Syssphinx och familjen påfågelsspinnare. Inga underarter finns listade i Catalogue of Life.